# Isotta (film)
Isotta è un film del 1996 scritto con Laura Sabatino e diretto da Maurizio Fiume. È stato presentato alla Settimana del Cinema Italiano alla Mostra del Cinema di Venezia nel 1996. Prodotto da Dario Formisano, Roberto Gambacorta, Maurizio Fiume per Riverfilm. Distribuito da Vitagraph.

## Trama
Isotta, una ragazza povera e sovrappeso, lavora come cucitrice in un quartiere popolare di Napoli. Trascorre il suo tempo a sognare, per evadere dalla dura realtà che la circonda. All'arrivo di Alexandros, un commerciante di Salonicco, Isotta crede di aver realizzato i suoi sogni. Ma il greco si innamora di una sua amica. Isotta continuerà a vivere la solita vita e a sognare.